# Lianxi

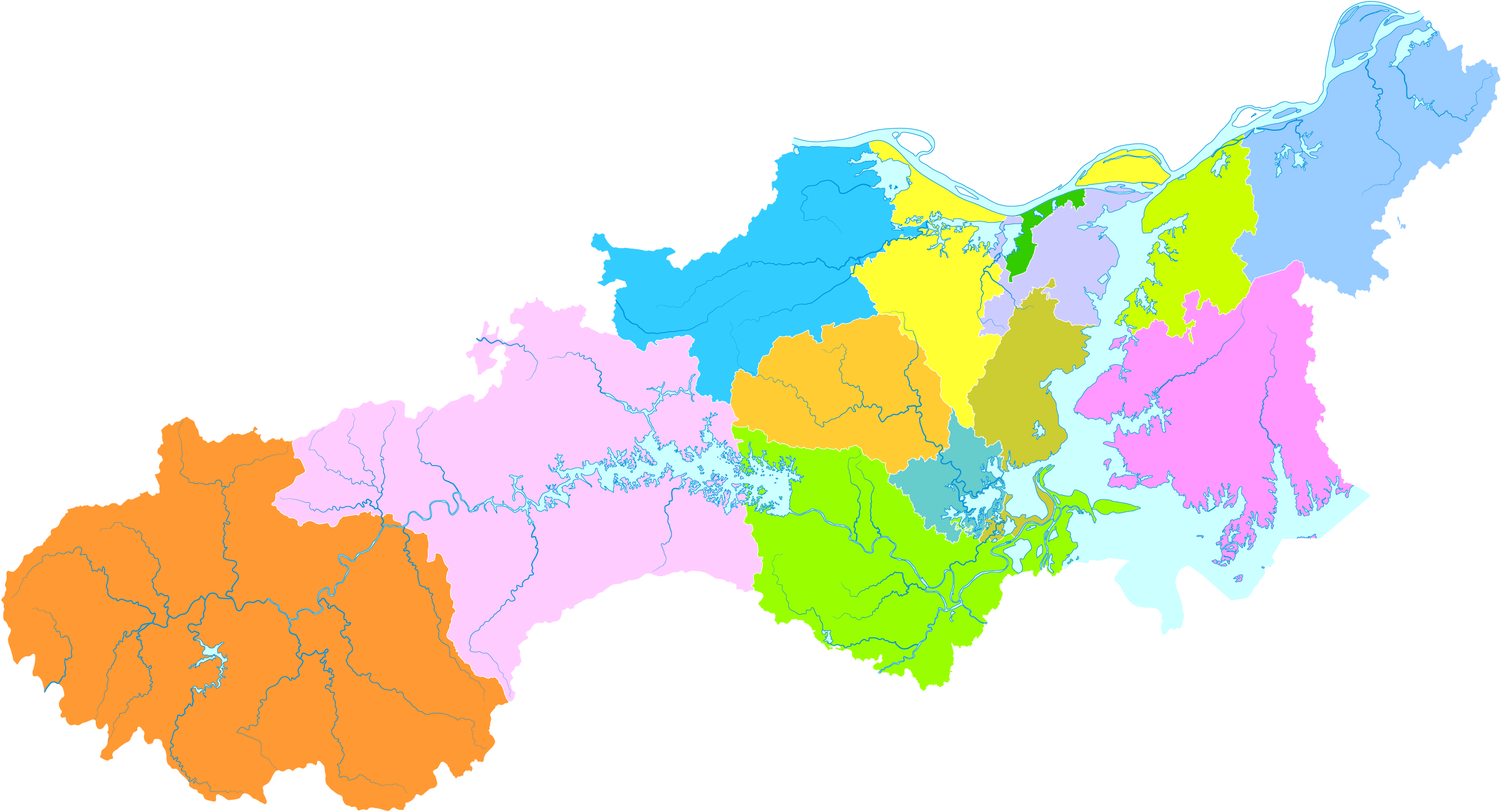
Lage von Lianxi auf dem Gebiet der Stadt Jiujiang

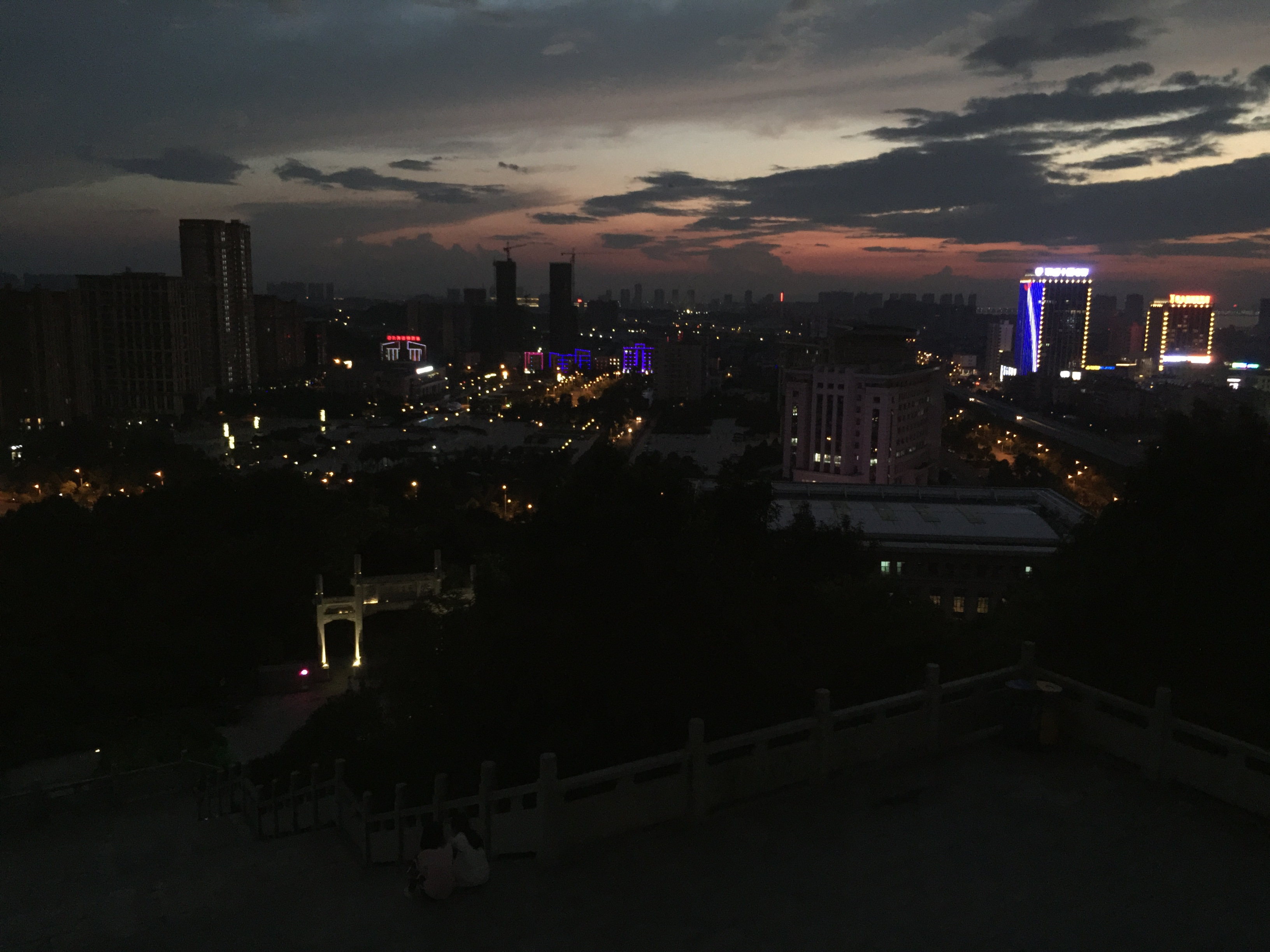
Blick über den Nanshan-Park in Lianxi

Lianxi (chinesisch 濂溪区, Pinyin Liánxī Qū; bis 2016 Lushan, 廬山區 / 庐山区,  Lúshān Qū) ist ein Stadtbezirk der bezirksfreien Stadt Jiujiang in der südchinesischen Provinz Jiangxi. Der Stadtbezirk hat eine Gesamtfläche von 548 km² und etwa 240.000 Einwohner (2016). Aufgrund seiner klimatischen Bedingungen (abwechselnd feuchtkalt und sonnig) eignet sich das Gebiet hervorragend für den Teeanbau.

## Administrative Gliederung
Auf Gemeindeebene gliedert sich Lianxi in zwei Straßenviertel, fünf Großgemeinden, zwei Gemeinden, sowie einer Entwicklungszone. Diese sind:
- Straßenviertel Shili (十里街道), Sitz der Stadtbezirks-Regierung;
- Straßenviertel Wuli (五里街道);
- Straßenviertel Qilihu (七里湖街道), hat den Status einer Wirtschafts- und Technologieentwicklungszone[4];
- Großgemeinde Gutang (姑塘镇);
- Großgemeinde Weijia (威家镇);
- Großgemeinde Xingang (新港镇);
- Großgemeinde Lianhua (莲花镇);
- Großgemeinde Saiyang (赛阳镇);
- Gemeinde Yujiahe (虞家河乡);
- Gemeinde Gaolong (高垅乡).